# Bobby Charlton

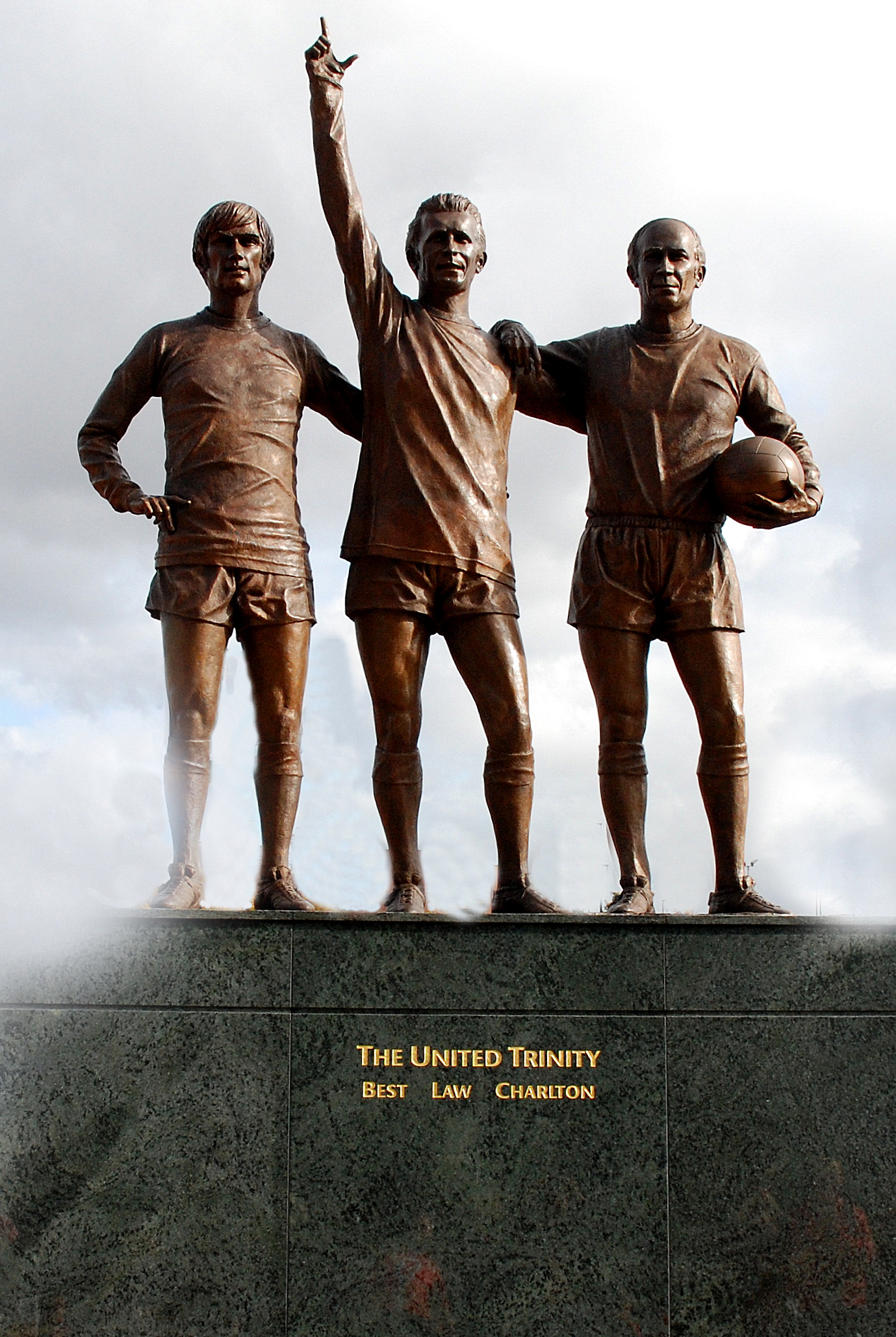
La estatua de la United Trinity: Charlton (derecha), Denis Law (centro) y George Best (izquierda) en Old Trafford.

Robert «Bobby» Charlton (Ashington, Inglaterra, 11 de octubre de 1937-Macclesfield, Inglaterra, 21 de octubre de 2023)fue un futbolista británico que jugó como centrocampista o delantero. Fue famoso por sus instintos de ataque, sus habilidades de pase desde el mediocampo y su feroz tiro de larga distancia, así como por su forma física y resistencia.
Recibió el Premio al mejor jugador europeo del año (Balón de Oro) en 1966 y es considerado por la FIFA como el mejor jugador inglés de todos los tiempos y uno de los mejores futbolistas europeos del siglo XX. Fue Charlton quien bautizó como Teatro de los sueños al estadio Old Trafford.
Bobby Charlton hizo su debut con el primer equipo del Manchester United en 1956, y durante las siguientes dos temporadas ganó un lugar regular en el equipo, tiempo durante el cual sobrevivió al desastre aéreo de Múnich de 1958 después de ser rescatado por Harry Gregg, fue la última persona sobreviviente del accidente del Manchester United Football Club. Después de ayudar al United a ganar la Primera División de la Football League en 1965, ganó otro título de Primera División con el United en 1967. En 1968, fue capitaneó al equipo de Manchester United ganador de la Copa de Campeones de Europa 1967-68, anotando dos goles en la final para ayudarlos a convertirse en el primer club inglés en ganar la competencia, para luego ser considerado el jugador más importante en la historia del club.
Fue convocado en la selección de Inglaterra para cuatro Copas del Mundo (1958, 1962, 1966 y 1970), aunque no jugó en la primera. Su mejor resultado con su selección lo logró en 1966 cuando se consagró campeón del mundo. En el momento de su retiro de la selección de Inglaterra en 1970, era el jugador con más partidos internacionales de la nación, habiendo jugado 106 veces al más alto nivel. Actualmente este récord ha sido superado por seis jugadores). También es el segundo máximo goleador de Inglaterra, luego de su récord de 49 goles, hasta 2015 cuando fue superado por Wayne Rooney.
Es el segundo jugador con más partidos jugados y el segundo con más goles en la historia del Manchester United, con 249 goles tras Wayne Rooney con 250, en 758 apariciones.
Charlton dejó el Manchester United para convertirse en entrenador del Preston North End durante la temporada 1973–74. Cambió a jugador-entrenador la temporada siguiente. Luego aceptó un puesto como director en el Wigan Athletic y luego se convirtió en miembro de la junta directiva del Manchester United en 1984.
A mediados de la década de 1960, formó parte junto con George Best y Denis Law de la llamada United Trinity (la Trinidad de United) de Manchester United.

## Biografía
Varios miembros de la familia de su madre eran destacados futbolistas: Jack Milburn (Leeds United y Bradford City), George Milburn (Leeds United y Chesterfield), Jim Milburn (Leeds United y Bradford City) y Stan Milburn (Chesterfield, Leicester City y Rochdale). Además, el legendario jugador de Newcastle United e Inglaterra Jackie Milburn era primo de su madre. Asimismo, su hermano mayor, Jack, también era futbolista profesional de Leeds United.
Charlton conoció a su esposa, Norma Ball, en una pista de hielo en Manchester en 1959 y se casaron en 1961. Tuvieron dos hijas, Suzanne y Andrea. Suzanne fue pronosticadora del tiempo para la BBC durante la década de 1990.
En 2007, mientras publicitaba su autobiografía de aparición posterior, Charlton reveló que tenía una larga disputa con su hermano Jack. Rara vez se hablaban después de una pelea entre su esposa Norma y su madre Cissie (que murió en 1996 a la edad de 83 años). Bobby Charlton no vio a su madre después de 1992 como resultado de la disputa.
Jack le entregó el premio a la trayectoria a la Personalidad Deportiva del Año de la BBC el 14 de diciembre de 2008. Dijo que quedó "noqueado" cuando su hermano le entregó el premio.
Charlton ayudó a promover las candidaturas de Manchester para los Juegos Olímpicos de 1996 y 2000 y los Juegos de la Commonwealth de 2002, la candidatura de Inglaterra para la Copa del Mundo de 2006 y la exitosa candidatura de Londres para los Juegos Olímpicos de Verano de 2012. Recibió el título de caballero (CBE) en 1994 y fue miembro inaugural del Salón de la Fama del Fútbol Inglés en 2002. Al aceptar su premio, comentó: "Estoy realmente orgulloso de ser incluido en el Salón de la Fama del Museo Nacional del Fútbol. Es un gran honor. Si miras los nombres incluidos, tengo que decir que no podría discutir con ellos. Todos son grandes jugadores y personas con las que me encantaría haber jugado". También fue presidente (honorario) del Museo Nacional del Fútbol, organización sobre la que dijo: "No puedo pensar en un museo mejor en ningún lugar del mundo".
El 2 de marzo de 2009, Charlton obtuvo la libertad de la ciudad de Manchester. Dijo: "Estoy muy orgulloso, es fantástico. Es una gran ciudad. Siempre he estado muy orgulloso de ella".
Charlton participó en varias actividades caritativas, incluida la recaudación de fondos para hospitales oncológicos. Después de visitas a Bosnia y Camboya, Charlton se involucró en la causa de la remoción de minas terrestres y apoyó al Grupo Asesor de Minas, además de fundar su propia organización benéfica Find a Better Way, que financia investigaciones para mejorar la remoción de minas terrestres por parte de civiles.
En enero de 2011, los lectores de Inside United y ManUtd.com votaron a Charlton como el cuarto mejor jugador del Manchester United de todos los tiempos, detrás de Ryan Giggs (que encabezó la encuesta), Eric Cantona y George Best.
Fue miembro de la Academia Mundial de Deportes Laureus. El 6 de febrero de 2012, Charlton fue trasladado al hospital después de enfermarse y posteriormente le extrajeron un cálculo biliar. Esto le impidió recibir un premio Lifetime Achievement Award en los Laureus World Sports Awards.
El 15 de febrero de 2016, el Manchester United anunció que la tribuna sur de Old Trafford pasaría a llamarse en honor a Sir Bobby Charlton. La inauguración tuvo lugar en el partido en casa contra el Everton el 3 de abril de 2016.
En octubre de 2017, Charlton tuvo un campo que llevaba su nombre en el Centro Nacional de Fútbol St George's Park en Burton-upon-Trent.
En noviembre de 2020, se reveló que a Charlton le habían diagnosticado demencia.
Falleció el 21 de octubre de 2023 a los 86 años de edad.

#### Desastre aéreo de Múnich
Bobby Charlton fue uno de los supervivientes del desastre aéreo de Múnich el 6 de febrero de 1958, cuando el Manchester United regresaba a Inglaterra después de disputar el segundo partido de los cuartos de final de la Copa de Europa ante el Estrella Roja de Belgrado, y en el que fallecieron ocho miembros del equipo: Roger Byrne, Eddie Colman, Mark Jones, David Pegg, Tommy Taylor, Geoff Bent, Liam Whelan y Duncan Edwards.
La reconstrucción del equipo estuvo basada en Bobby Charlton, quien era, en ese entonces su jugador con mayor proyección. Capitaneó el "nuevo" equipo, formado por suplentes, que logró llegar al final de la FA Cup 1957-58 en mayo de ese año.

## Selección nacional

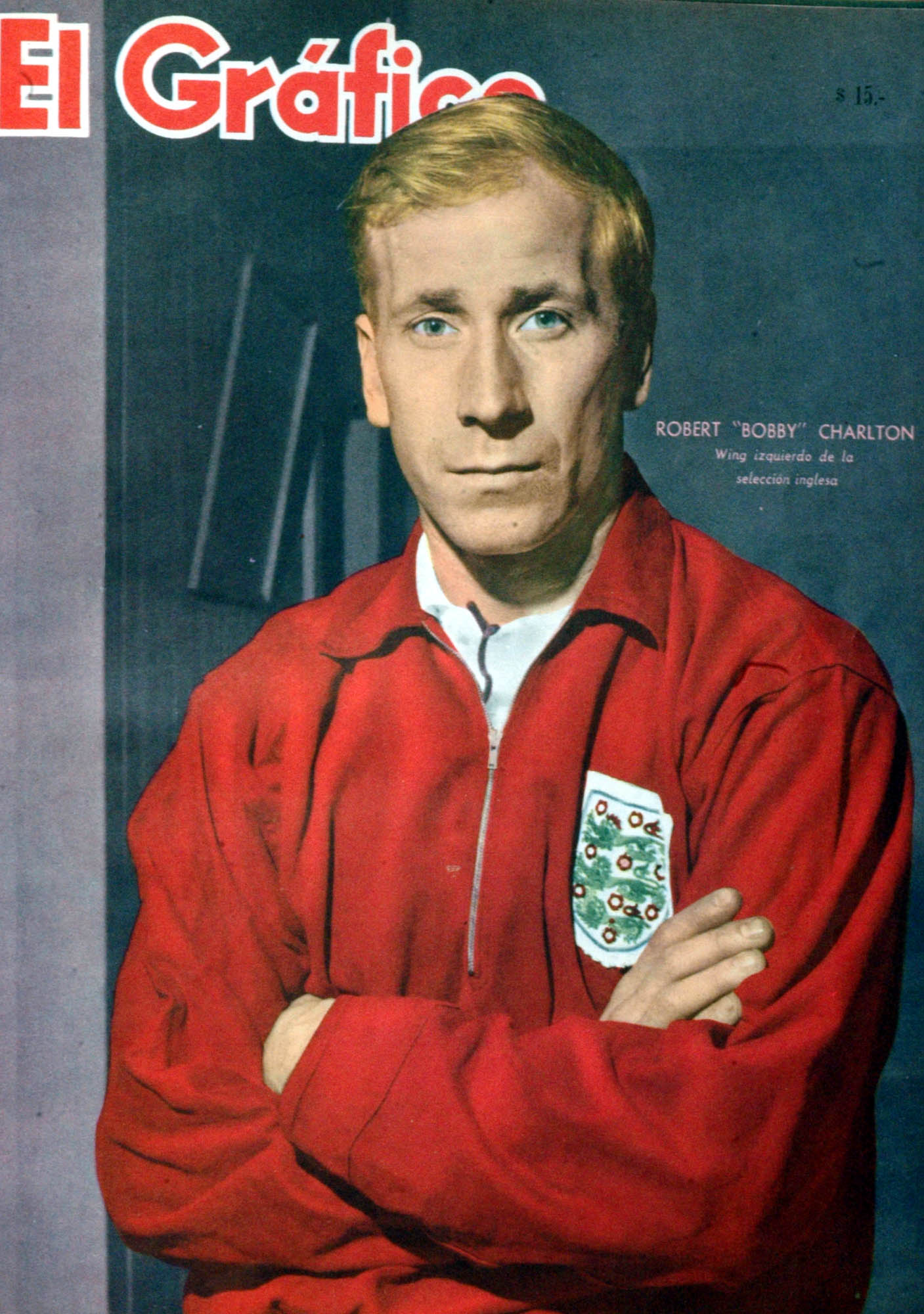
Bobby Charlton en 1962.

El 5 de septiembre de 2015 dejó de ser considerado como el máximo goleador de la selección inglesa con 49 goles en 106 partidos, fecha en la cual Wayne Rooney igualó su registro. Marcó tripletas en cuatro partidos internacionales: en 1959, en un amistoso contra la selección de fútbol de los Estados Unidos (8-1); en 1960, contra Luxemburgo (0-9); en 1961 contra México (8-0); y contra Suiza (8-1).
Jugó cuatro mundiales de fútbol, Suecia 1958 (undécimo puesto, Charlton no marcó ningún gol), el de Chile 1962 (octavo puesto), el de Inglaterra 1966 en el que la misma selección de Inglaterra se hizo con el único campeonato mundial de su historia (Charlton marcó tres goles) y en México 1970 (octavo puesto).
También participó en la Eurocopa 1968, donde Inglaterra quedó tercera (de cuatro equipos participantes) y en la cual Charlton marcó uno de los dos goles que marcó su selección (el otro fue de Geoff Hurst, ambos frente a la Unión Soviética). Además, Charlton ya había marcado otro gol en la ronda previa frente a España.

### Participaciones en Mundiales
| Mundial                        | Sede       | Resultado        | Partidos | Goles | Prom. |
| ------------------------------ | ---------- | ---------------- | -------- | ----- | ----- |
| Copa Mundial de Fútbol de 1958 | Suecia     | Primera fase     | 0        | 0     | 0.00  |
| Copa Mundial de Fútbol de 1962 | Chile      | Cuartos de final | 4        | 1     | 0.25  |
| Copa Mundial de Fútbol de 1966 | Inglaterra | Campeón          | 6        | 3     | 0.50  |
| Copa Mundial de Fútbol de 1970 | México     | Cuartos de final | 4        | 0     | 0.00  |

## Trayectoria
| Club              | País       | Año         | PJ  | Anotado | Promedio |
| ----------------- | ---------- | ----------- | --- | ------- | -------- |
| Manchester United | Inglaterra | 1954 - 1973 | 758 | 249     | 0.33     |
| Preston North End | Inglaterra | 1973 - 1974 | 38  | 12      | 0.32     |
| Waterford United  | Irlanda    | 1974 - 1975 | 31  | 18      | 0.52     |
| Selección Inglesa | Inglaterra | 1959 - 1975 | 106 | 49      | 0.46     |
| Total             | Total      | 1954 - 1975 | 934 | 328     | 0.35     |

## Palmarés

### Campeonatos nacionales
| Título           | Club                    | Año  |
| ---------------- | ----------------------- | ---- |
| First Division   | Manchester United F. C. | 1957 |
| FA Cup           | Manchester United F. C. | 1963 |
| First Division   | Manchester United F. C. | 1965 |
| Community Shield | Manchester United F. C. | 1965 |
| First Division   | Manchester United F. C. | 1967 |
| Community Shield | Manchester United F. C. | 1967 |

### Campeonatos internacionales
| Título                 | Equipo                  | Sede       | Año  |
| ---------------------- | ----------------------- | ---------- | ---- |
| Copa Mundial de Fútbol | Selección de Inglaterra | Inglaterra | 1966 |
| Copa de Europa         | Manchester United F. C. | Londres    | 1968 |

### Distinciones individuales
| Distinción                                          | Año         |
| --------------------------------------------------- | ----------- |
| Balón de Oro como mejor jugador de Europa           | 1966        |
| Balón de Plata como 2.º mejor jugador de Europa     | 1967        |
| Balón de Plata como 2.º mejor jugador de Europa     | 1968        |
| Orden del Mérito de FIFA                            | 1984        |
| Nombrado Presidente Honorario del Manchester United | 1984 - 2007 |
| Isabel II del Reino Unido lo nombró Sir             | 1994        |